# San Juan de Dios (Coclé)
San Juan de Dios es un corregimiento y comunidad del distrito de Antón, Provincia de Coclé, República de Panamá. La localidad tiene 4.797 habitantes (2010).
Anteriormente, el pueblo se llamaba Marica, pero fue objeto de burla hacia sus habitantes. Por iniciativa de un sacerdote, el nombre fue cambiado para honrar al patrono del pueblo, San Juan de Dios.
El nombre de esta región de San Juan de Dios se debe al Monseñor Tomás Clavel y al Señor Tiburcio Valdés en honor a su santo patrono cuyo  nombre es San Juan de Dios.

## Acceso
Tiene vía de acceso con una nueva carretera asfaltada desde Antón hasta El Valle.

## Escuelas
La comunidad posee cuatro escuelas:
- Escuela Primaria El Entradero.
- Escuela Secundaria San Juan de Dios.
- Escuela primaria el Chumical
- Escuela Secundaria Altos de la Estancia.

## Comunidades de San Juan de Dios
- Entradero
- Los Meneses
- Chorrerita 1 y 2
- Salado
- Los Martínez
- La Estancia
- Los Reyes
- Chumical
- Altos de la Estancia
- La Chapa

## Cultura

### Celebraciones importante
- Semana Santa.
- San Juan de Dios, 8 de marzo.
- El día de la cruz, mayo.
- Santa Rosa, 30 de agosto.

## Población
| Viviendas Ocupadas | Total de Población | Hombres | Mujeres |
| ------------------ | ------------------ | ------- | ------- |
| 766                | 4,213              | 2,205   | 2,008   |